# 云台山站
云台山站是陇海线上的铁路车站，陇海铁路里程桩号19公里，位于江苏省连云港市朝阳乡。为与当时新建的庙岭煤码头吞吐能力配套，本站于1987年4月建成，当时名为连云港西站，1987年7月开办列车编解任务，1989年开办客货运业务:95，2005年更名为云台山站。该站主要功能为连云港港口集疏运配套的铁路编组站，不办理客运与行包业务，目前为二等站。

## 接驳交通
| 西站 | 西站       | 西站 | 西站       | 西站       |
| 编号 | 路线       | 路线 | 路线       | 备注       |
| ---- | ---------- | ---- | ---------- | ---------- |
| 游6  | 花果山景区 | ⇆    | 连岛浴场   |            |
| 游7  | 香溢首末站 | ⇆    | 宿城首末站 | 节假日服务 |